# 北山 (新潟市)
- 日本 > 新潟県 > 新潟市 > 江南区 (新潟市) > 北山 (新潟市)
- 日本 > 新潟県 > 新潟市 > 東区 (新潟市) > 北山 (新潟市)

北山（きたやま）は、新潟県新潟市江南区及び東区の町字。郵便番号は950-0116。

## 概要
1889年（明治22年）から現在の大字。阿賀野川左岸、亀田砂丘の北側に位置する。もとは江戸時代から1889年（明治22年）まであった北山新田の区域の一部。

### 隣接する町字
北から東回り順に、以下の町字と隣接する。
- 丸山
- 砂崩
- 亀田水道町
- 稲葉
- 亀田向陽
- 亀田中島

## 歴史
1627年（寛永4年）に彦助によって開発されたとされる。
- 1889年（明治22年）4月1日 : 合併により山通村の大字となる。
- 1901年（明治34年）11月1日 : 合併により大江山村の大字となる。
- 1957年（昭和32年）5月3日 : 合併により新潟市の大字となる。
- 2007年（平成19年）4月1日 : 新潟市の政令指定都市移行により、江南区と東区の大字となる。

## 世帯数と人口
2018年（平成30年）1月31日現在の世帯数と人口は以下の通りである。
| 区     | 大字 | 世帯数  | 人口    |
| ------ | ---- | ------- | ------- |
| 江南区 | 北山 | 477世帯 | 1,239人 |

## 小・中学校の学区
市立小・中学校に通う場合、学区は以下の通りとなる。
| 番地 | 小学校             | 中学校               |
| ---- | ------------------ | -------------------- |
| 全域 | 新潟市立丸山小学校 | 新潟市立大江山中学校 |

## 主な企業・施設
- 新潟明訓中学校・高等学校
- 北山池公園

## 交通

### 道路
- 新潟県道16号新潟亀田内野線